# Альтернативный демократический полюс
Альтернативный демократический полюс (исп. Polo Democrático Alternativo или PDA) — левая политическая партия в Колумбии, действующая с 2005 года. В 2022 году в составе коалиции нового президента Густаво Петро «Исторический пакт» вошла в правительство Колумбии.
Была основана как политический альянс Независимого демократического полюса (НДП) и Демократической альтернативы (АД) в декабре 2005 года. Обе партии выступали против неолиберальной экономической программы, секьюритизации и милитаризации Колумбии под руководством тогдашнего президента Альваро Урибе. Впоследствии это была единственная парламентская партия, заявившая о своей оппозиции правительству Хуана Мануэля Сантоса, а затем присоединившаяся к оппозиции правительству Ивана Дуке.
По состоянию на 2009 год среди политиков АДП всё ещё было значительное число бывших партизанами, отказавшихся от вооруженной борьбы и демобилизовавшихся в конце 1980-х — начале 1990-х годов. Но уже к 2012 году существенная их часть перешла в Партию зеленых, Прогрессивное движением или Патриотический марш.

## Политическое развитие
Первоначально у PDI и AD были свои собственные предварительные кандидаты на президентскую гонку 2006 года. PDI выдвинула кандидатуру Антонио Наварро (бывшего лидера М-19), а AD — Карлоса Гавирии. На праймериз 12 марта 2006 года, Гавирия стал кандидатом в президенты от всего АДП.
На своих первых парламентских выборах в 2006 года партия получила 9 из 166 депутатов и 11 из 100 сенаторов. На одновременных президентских выборах 28 мая 2006 года Карлос Гавирия занял второе место с 2 613 157 (22,04 %) голосов Это был самый высокий результат для левого кандидата в истории Колумбии. Таким образом, партия сменила старую Либеральную партию в качестве второй силы и главной оппозиционной партии страны.
После выборов АДП удалось заручиться поддержкой групп, представляющих движения коренных народов,. Партизанская группировка Армия национального освобождения (ELN) на своём четвертом национальном съезде положительно прокомментировала результаты АДП и заявила, что политические действия должны получить приоритет над вооруженной борьбой. Собственная основополагающая доктрина АДП отвергает вооружённую партизанскую борьбу: «Мы выступаем против войны и применения насилия как средства политического действия».
Позже АДП ещё больше укрепила свою организацию и получила поддержку на местном уровне. В октябре 2007 года кандидат от неё Самуэль Морено Рохас победил на выборах мэра столицы Колумбии Боготы.
На выборах в Конгресс 2010 года поддержка Альтернативного демократического полюса несколько снизилась. Она получила 7,8 % голосов и 8 из 100 мест в Сенате, а также 5,9 % голосов и 4 из 164 мест в Палате представителей, что опустило ее на шестое место среди парламентских партий. Перед выборами от АДП откололась фракция, присоединившаяся к Партии зеленых.
Кандидат партии на параллельных президентских выборах Густаво Петро завоевал 1 331 267 (9,14 %) голосов и на последовавших выборах главы партии уступил Кларе Лопес, после чего создал отдельное Прогрессивное движение и победил на выборах мэра Боготы.
Клара Лопес была кандидатом от партии на президентских выборах 2014 года и заняла четвертое место в первом туре, получив 1 958 414 голосов (15,23 %)
На президентских и парламентских выборах 2022 года партия объединила усилия с другими левыми и левоцентристскими партиями, чтобы сформировать альянс «Исторический пакт для Колумбии» (PHxC). Кандидаты коалиции Густаво Петро и член АДП Франсия Маркес одержали победу во втором туре президентских выборов, что сделало их первыми левыми в истории Колумбии, занявшими посты президента и вице-президента. На парламентских выборах кандидаты от PHxC, включая членов АДП, получили наибольшее количество голосов на выборах как в Палату представителей, так в Сенат.

## Электоральная история

### Президентские выборы
| Год выборов | Кандидат            | # голосов  | % голосов           | Результат | Примечание                 |
| ----------- | ------------------- | ---------- | ------------------- | --------- | -------------------------- |
| 2006 г.     | Карлос Гавирия Диас | 2609412    | 22,04 % (2-е место) | Оппозиция |                            |
| 2010 год    | Густаво Петро       | 1 331 267  | 9,14 % (4 место)    | Оппозиция |                            |
| 2014 год    | Клара Лопес Обрегон | 1 958 414  | 15,23 % (4 место)   | Оппозиция |                            |
| 2018 год    | Серхио Фахардо      | 4 602 916  | 23,78 % (3 место)   | Оппозиция |                            |
| 2022 год    | Густаво Петро       | 11 291 986 | 50,44 % (1 место)   | Победа    | коалиция Исторический пакт |